# Maxine Sullivan

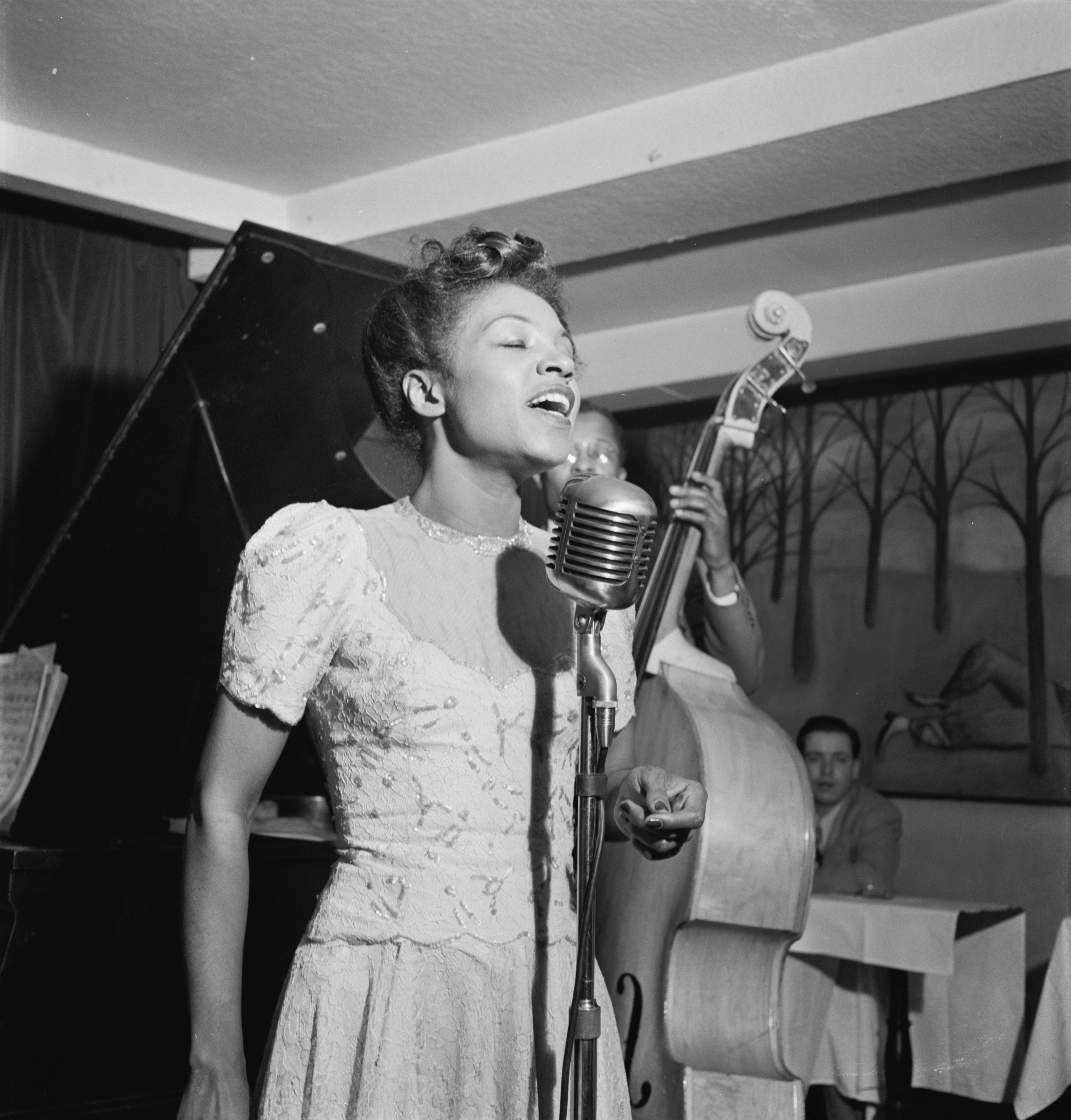
Maxine Sullivan im Village Vanguard, ca. März 1947. Foto: William P. Gottlieb.

Maxine Sullivan (* 13. Mai 1911 als Marietta Lilian Williams in Homestead, Pennsylvania; † 7. April 1987 in New York City, New York) war eine amerikanische Jazzmusikerin des Swing (Sängerin, auch Posaunistin und Flügelhornistin).

## Leben und Wirken
Sullivan hatte nur wenig Ausbildung als Sängerin und trat zunächst mit den Red Hot Peppers, der Band ihres Onkels, als Sängerin und Instrumentalistin auf. Mitte der 1930er Jahre wurde sie von der Pianistin Gladys Mosier bei einer Aufführung in einem literarischen Club in Pittsburgh entdeckt und an Claude Thornhill empfohlen, mit dessen Band sie 1937 erste Aufnahmen machte, die positiv aufgenommen wurden. Thornhill stellte Sullivans „sanftem, kultivierten Swing“ (Will Friedwald) Material aus dem afro-jüdischen Jazz, von der Tin Pan Alley und aus anglo-europäischen Volksquellen gegenüber.
Im Dezember 1937 hatte sie – begleitet von Thornhill, Charlie Shavers, Buster Bailey u. a. mit dem Standard „Nice Work If You Can Get It“ ihren ersten (von drei) Hits in den Billboard-Charts. Zur selben Zeit hatte sie ein Engagement im „Onyx Club“ in New York, wo sie der Bassist John Kirby mit seiner Band begleitete, den sie bald danach heiratete (Scheidung 1941). Unter den Kirby/Thornhill Aufnahmen war auch die Swing-Adaptation des schottischen Folk-Songs „Loch Lomond“. Charakteristisch war, das Sullivan dieses Lied auf „schwarz-weiße“ Art interpretierte; sie swingte zwar, „aber unaufdringlich und mit ungewöhnlicher Zurückhaltung.“
Dieser Song wurde ihr zweiter Hit, legte sie aber gleichzeitig zukünftig auf ähnliche Arrangements fest. Mit John Kirby hatte sie 1940/41 – als erste Jazzmusikerin afroamerikanischer Herkunft – eine eigene Radioserie „Flow gently sweet rhythm“. Begleitet von dessen Orchester konnte sie 1943 einen dritten Hit in den Charts platzieren; das für Decca eingespielte „My Ideal“ stieg eine Woche auf Rang 11 der amerikanischen Hitparade. Mitte der 1940er Jahre sang sie mit den Bands von Teddy Wilson, Jimmie Lunceford und Benny Carter sowie regelmäßig in Clubs. Mit der Festlegung auf den Folksong-Stil wechselte sie von schottischen Liedern zu „Orchichonia“ und „My Yiddishe Mame“; sie konnte auf solche kurzlebigen Moden keine Karriere gründen und hatte keinen weiteren Hit mehr.
Ab Mitte der 1950er Jahre nahm sie mehrere Alben u. a. mit Charlie Shavers, Russell Procope und Buster Bailey auf, besuchte 1954 und 1958 England und war auch auf der Ventilposaune und Flügelhorn zu hören. 1960 heiratete sie den Stridepianisten Cliff Jackson und arbeitete bis Mitte der 1960er Jahre hauptsächlich als Krankenschwester, trat aber in einem Kulturzentrum der Bronx weiter auf. Ab 1966 sang sie wieder auf Nachbarschaftsfesten, in Clubs und auf Traditional-Jazz-Festivals, zuerst mit ihrem Ehemann. 1969 gelang ihr ein Comeback; sie spielte u. a. mit Doc Cheatham, Bobby Hackett und der World’s Greatest Jazz Band und Scott Hamilton. Ab Mitte der 1970er Jahre ging sie mehrfach in Schweden und 1984 in Frankreich auf Tournee. Im September 1986 war sie beim „Concord Jazz Festival“ in Tokio zu hören.
Sullivan trat in der Broadway-Show „Swinging the dream“ (1939) und in den Filmen „St.Louis Blues“ (1939, von Raoul Walsh, mit Hoagy Carmichael) und (neben Louis Armstrong) in „Going Places“ auf (Regie Ray Enright, 1938) einer Pferderennen-Komödie mit Dick  Powell. 1998 wurde sie in die „Bigband Hall of Fame“ aufgenommen. Ihr Leben wird in dem Dokumentarfilm „Love to Be in Love“ (1990) von Greta Schiller nachgezeichnet.

## Diskographische Hinweise

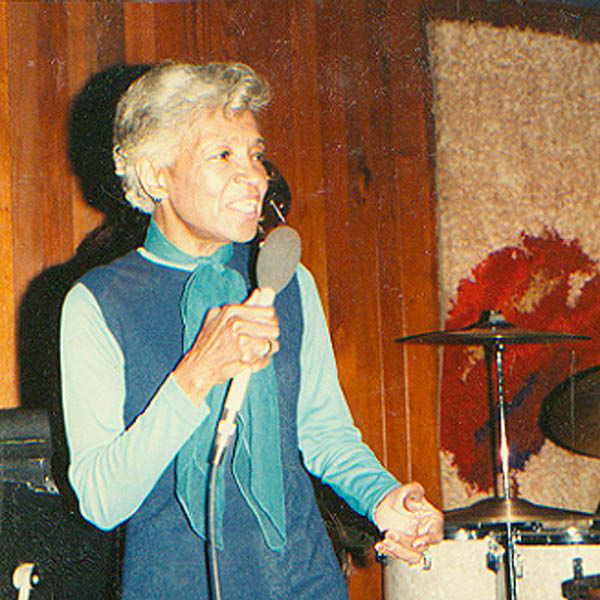
Maxine Sullivan (1975)

- Maxine Sullivan 1937–1938, 1938–1941, 1941–1946 (Classics)
- The 'Le Ruban Bleu' Years (Baldwin Street, 1944–1949) mit Ellis Larkins & Jimmie Lunceford Orchestra
- Close as Pages in a Book (Audiophile, 1969) mit Bob Wilber, Bernie Leighton, George Duvivier
- The Queen: Something to Remember Her By (Kenneth, 1978–1984)
- Love....Always (Baldwin Street, 1985) mit Seldon Powell, Dick Hyman, Major Holley, Mel Lewis
- Highlights in Jazz (Storyville, 1987) mit Doc Cheatham, Bill Watrous, Phil Bodner, Buddy Tate, Milt Hinton, Butch Miles